# Indian Lake (New York)
Pour les articles homonymes, voir Indian Lake.
Indian Lake est une ville du comté de Hamilton dans l'État de New York aux États-Unis.
Sa population était de 1 352 habitants en 2010.